# Emílio de Meneses
Emílio Nunes Correia de Meneses (Curitiba, 4 de julho de 1866 — Rio de Janeiro, 6 de junho de 1918) foi um jornalista e poeta parnasiano brasileiro, imortal da Academia Brasileira de Letras e mestre dos sonetos satíricos. Para Glauco Mattoso, o poeta paranaense é o principal poeta satírico brasileiro após Gregório de Matos.

## Biografia
Emílio de Meneses nasceu em Curitiba, Paraná, em 4 de julho de 1866. Era filho de Emílio Nunes Correia de Meneses e de Maria Emília Correia de Meneses, único homem dentre oito irmãs. Seu pai também era um poeta. Faz seus estudos iniciais com João Batista Brandão Proença, e depois no Instituto Paranaense. Sem ser de família abastada, trabalha na farmácia de um cunhado e, ainda com dezoito anos, muda-se para o Rio de Janeiro, deixando em Curitiba a marca de uma conduta já destoante ao formalismo vigente: nas roupas, no falar e nos costumes.
Era um boêmio desregrado, que vivia na calaçaria dos cafés e botequins e se tornou célebre por sua maledicência. Na capital do país encontrou solo fértil para destilar sua fértil imaginação, satírica como poucos. A amizade com intelectuais, entretanto, fez com que tivesse seu nome afastado do grupo inicial que fundara a Academia. Torna-se jornalista e, por intercessão do escritor Nestor Vítor, trabalhou com o Comendador Coruja, afamado educador. Em 1888 casou-se com uma de suas filhas, Maria Carlota Coruja, com quem teria no ano seguinte seu filho, Plauto Sebastião.
Todavia, Emílio não era afeito à vida doméstica e nesse mesmo ano separa-se da esposa, mantendo um romance com Rafaelina de Barros.
Autor de versos mordazes, eivados de críticas das quais não escapavam os políticos da época, mestre dos sonetos, Emílio de Meneses é portador de uma tradição - iniciada com o Brasil, em Gregório de Matos.
Tendo sido nomeado para o recenseamento, como escriturário do Departamento da Inspetoria Geral de Terras e Colonização, em 1890, Emílio aposta na especulação da falácia econômica do Encilhamento, criada pelo Ministro da Fazenda Ruy Barbosa: como muitos, fez rápida fortuna, esbanja e, terminada a farsa, como todos os outros investidores, vai à falência. Não muda, entretanto, seus hábitos. Continua o mesmo boêmio de sempre, a povoar os jornais da época com suas percucientes anedotas.
Sobre o poeta
"Os que conheceram Emílio de Menezes ainda estão a vê-lo, com aquela bigodeira à Vercingectórix e aquele amplo chapéu, ora brandindo o bengalão retorcido, a expedir raios sobre a iniquidade dos pigmeus que o irritavam; ora sufocado num riso apopléctico de intenso gozo mental, rematando uma sátira com que, destro, arrasava a empáfia dos potentados e a impertinência dos presunçosos; ora bonacheirão, carinhoso, entalando uma fatia de pão de ló na boca de um de seus fiéis cães de raça; ora ainda transfigurado, olímpico, dizendo, com inspiração extraterrena, 'Os Três Olhares de Maria' ou o 'Ibiseus Mutabilis'. (...)" - Mendes Fradique, no Prefácio de "Mortalha - Os deuses em ceroulas".

## Academia Brasileira de Letras

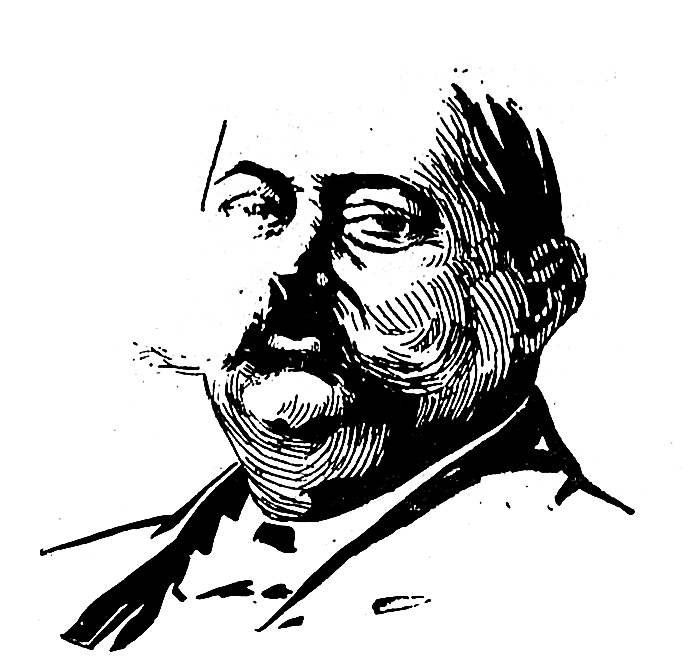
Caricatura por Kalixto, 1915

Apesar de preterido pelo silogeu nacional, Emílio veio finalmente a ser eleito para a Academia Brasileira de Letras em 15 de agosto de 1914, onde recebeu vinte e três votos, enquanto o escritor Virgílio Várzea obteve quatro votos e Gilberto Amado apenas um. Ele veio a ocupar a cadeira de número 20, cujo patrono é Joaquim Manuel de Macedo, e na qual jamais veio a tomar assento, falecendo em 1918. Seria saudado por Luís Murat. Como sucessor, foi escolhido o amigo de Emílio, o escritor maranhense Humberto de Campos, muito popular na época, que tomou posse em 1919.
Na versão oficial, disponível no sítio da ABL, Emílio deixara de tomar posse por conta da sua teimosia em manter críticas no discurso de posse:
Emílio compôs um discurso de posse, em que revelava nada compreender de Salvador de Mendonça, nem na expressão da atuação política e diplomática, nem na superioridade de sua realização intelectual de poeta, ficcionista e crítico. Além disso, continha trechos arguidos, pela Mesa da Academia, de “aberrantes das praxes acadêmicas”. A Mesa não permitiu a leitura do discurso e o sujeitou a algumas emendas. Emílio protelou o quanto pôde aceitar essas emendas, e quando faleceu, quatro anos depois de ter sido eleito, ainda não havia tomado posse de sua cadeira. (do sítio da Academia).
Sobre o episódio do discurso de Emílio, o Imortal Afrânio Peixoto, que por muitos anos presidiu a Casa, consignou:
Emílio de Meneses quisera descompor a Oliveira Lima, ao que se opôs Medeiros e Albuquerque, que então presidia, ordenando a supressão dos tópicos alusivos e ofensivos: à insistência do neófito, em dizê-los, ameaçou-o com o comutador da luz elétrica, desde aí ao alcance da mão do presidente. Não foi preciso usar deste obscuro meio coercitivo, porque o acadêmico recalcitrante não chegou a ser recebido, e seu discurso apenas tardiamente publicado nos jornais, razão por que não figura na coleção da Academia.

## Obras
Emílio escrevia não apenas com o próprio nome: diversos pseudônimos foram por ele utilizados, tais como Neófito, Gaston d’Argy, Gabriel de Anúncio, Cyrano & Cia., Emílio Pronto da Silva. Na sua obra reunida, contabiliza-se 232 composições poéticas, predominando o soneto como principal forma de expressão.
Trabalhos publicados
- Marcha fúnebre - sonetos - 1892
- Poemas da morte -1901
- Dies irae - A tragédia de Aquidabã - 1906
- Poesias - 1909
- Últimas rimas - 1917
- Mortalha - Os deuses em ceroulas - reunião de artigos, org. Mendes Fradique - 1924
- Obras reunidas - 1980

## Um poema de Emílio
Classificado como parnasiano (simbolista), o poeta Emílio de Meneses era dotado de domínio não apenas da palavra e dos versos, mas da capacidade de elevar-se ao mais alto sentimento, como vê-se no poema a seguir:
A romã
Mal se confrange na haste a corola sangrenta
E o punício vigor das pétalas descora.
Já no ovário fecundo e intumescido, aumenta
O escrínio em que retém os seus tesouros. Flora!
E ei-la exsurge a Romã. Fruta excelsa e opulenta
Que de acesos rubis os lóculos colora
E à casca orbicular, áurea e eritrina ostenta
O ouro do entardecer e o paunásio da aurora!
Fruta heráldica e real, em si, traz à coroa
Que o cálice da flor lhe pôs com o mesmo afago
Com que a Mãe Natureza os seres galardoa!
Porém a forma hostil, de arremesso e de estrago,
Lembra um dardo mortal que o espaço cruza e atroa
Nos prélios ancestrais de Roma e de Cartago!